# Abrest

Abrest este o comună în departamentul Allier din centrul Franței. În 1 ianuarie 2022 avea o populație de 2.927 de locuitori.